# Суторминское сельское поселение
Суторминское сельское поселение — упразднённое муниципальное образование в составе Сычёвского района Смоленской области России.
Административный центр — деревня Сутормино.
Образовано Законом Смоленской области от 20 декабря 2004 года. Упразднено Законом Смоленской области от 28 мая 2015 года с включением всех входивших в его состав населённых пунктов в Дугинское сельское поселение.

## Географические данные
- Общая площадь: 104,87 км²
- Расположение: юго-восточная часть Сычёвского района
- Граничит:
  - на севере — с  Субботниковским сельским поселением
  - на востоке — Гагаринский район Смоленской области
  - на юге — с Новодугинский район Смоленской области
  - на западе — с Дугинским сельским поселением
  - на северо-западе — с Мальцевским сельским поселением
- Крупные реки: Касня, Держа.

## Население
| 2011 | 2012 | 2013 | 2014 | 2015 |
| ---- | ---- | ---- | ---- | ---- |
| 553  | ↘539 | ↘532 | ↘520 | ↘517 |

## Населённые пункты
На территории поселения находилось 17 населённых пунктов:
- Сутормино, деревня
- Бычково деревня
- Дерябкино, деревня
- Дмитрово, деревня
- Дубецкое деревня
- Марьино, деревня
- Мокрое, деревня
- Мураи, деревня
- Осташово деревня
- Печуры, деревня
- Подхабино, деревня
- Поташено деревня
- Светецкое, деревня
- Семенцево, деревня
- Синебрюхово, деревня
- Софьино, деревня
- Тарасово, деревня

## Экономика
Сельхозпредприятия, магазины.